# Малая Поломка
Малая Поломка — река в России, протекает в Юсьвинском районе Пермского края. Сливаясь с рекой Большая Поломка образует реку Ленва Длина реки составляет 10 км.
Исток реки в лесу в 17 км к западу от посёлка Пожва. Река течёт на восток, всё течение проходит по ненаселённому лесу.

## Данные водного реестра
По данным государственного водного реестра России относится к Камскому бассейновому округу, водохозяйственный участок реки — Кама от города Березники до Камского гидроузла, без реки Косьва (от истока до Широковского гидроузла), Чусовая и Сылва, речной подбассейн реки — бассейны притоков Камы до впадения Белой. Речной бассейн реки — Кама.
Код объекта в государственном водном реестре — 10010100912111100007789.